# Amata phegea
Amata phegea (бивш Syntomis phegea) е пеперуда от семейство Erebidae. Видът е описан за първи път от Карл Линей в неговото X издание на Systema Naturae от 1758 г.
Този вид има едно поколение годишно.

## Разпространение
Amata phegea се среща главно в Южна Европа, но се среща и до Северна Германия, а на изток до Анатолия и Кавказ и има някои популации в югоизточните холандски природни резервати Леудал и Майнвег. Среща се и в България. Видът предпочита по-сухи райони, открити масиви с храсти и дървета, както и открити гори и топли, слънчеви склонове.